# Bulonga ajaia
Bulonga ajaia är en fjärilsart som beskrevs av Cortes och Swinhoe 1889. Bulonga ajaia ingår i släktet Bulonga och familjen mätare. Inga underarter finns listade i Catalogue of Life.